# HBOS
HBOS는 스코틀랜드 은행을 산하에 두고있는, 로이즈 뱅킹 그룹 산하의 영국 금융 보험 그룹이다. 공식적으로 HBOS는 어떤 약칭이 아니라고 하지만 일반적으로는 Halifax Bank of Scotland의 이니셜이라고 한다. HBOS의 본부는 스코틀랜드 에딘버러에 위치하고 있으며, 스코틀랜드 은행의 본부이기도 하다. HBOS는 2001년 핼리팩스와 스코틀랜드 은행이 합병해 탄생했다. HBOS는 총자산에서 보면 영국 제 5위의 은행이며, 최대의 주택 담보 대출이다. 이 그룹은 로이즈 TSB에 인수되어 2009년 1월 19일부터 로이즈 뱅킹 그룹의 일부가 되었다.